# Ricardo Giusti
Ricardo Omar Giusti (født 11. december 1956 i Arroyo Seco, Argentina) er en tidligere argentinsk fodboldspiller, der som defensiv midtbanespiller på Argentinas landshold var med til at vinde guld ved VM i 1986 i Mexico. Han spillede samtlige kampe i turneringen for argentinerne. Han deltog også ved VM i 1990 samt ved Copa América 1983, 1987 og 1989. I alt nåede han 53 landskampe
På klubplan optrådte Giusti elleve sæsoner hos Independiente, med hvem han vandt to argentinske mesterskaber samt Copa Libertadores og Intercontinental Cup. Han var desuden tilknyttet Vélez Sarsfield, Argentinos Juniors og Unión de Santa Fe.

## Titler
Primera División de Argentina
- 1983 (Metropolitano) og 1989 med Independiente

Copa Libertadores
- 1984 med Independiente

Intercontinental Cup
- 1984 med Independiente

VM
- 1986 med Argentina